# Ільямна (Аляска)
Ільямна (англ. Iliamna) — переписна місцевість (CDP) в США, в окрузі Лейк-енд-Пенінсула штату Аляска. Населення — 108 осіб (2020).

## Географія
Ільямна розташована за координатами 59°46′45″ пн. ш. 154°52′31″ зх. д. / 59.77917° пн. ш. 154.87528° зх. д. (59.779038, -154.875279).  За даними Бюро перепису населення США в 2010 році переписна місцевість мала площу 97,37 км², з яких 96,17 км² — суходіл та 1,20 км² — водойми.

### Клімат
| Клімат : Ільямна        | Клімат : Ільямна | Клімат : Ільямна | Клімат : Ільямна | Клімат : Ільямна | Клімат : Ільямна | Клімат : Ільямна | Клімат : Ільямна | Клімат : Ільямна | Клімат : Ільямна | Клімат : Ільямна | Клімат : Ільямна | Клімат : Ільямна | Клімат : Ільямна |
| Показник                | Січ.             | Лют.             | Бер.             | Квіт.            | Трав.            | Черв.            | Лип.             | Серп.            | Вер.             | Жовт.            | Лист.            | Груд.            | Рік              |
| Абсолютний максимум, °C | 9,4              | 9,4              | 10,0             | 19,4             | 26,7             | 32,8             | 30,0             | 28,3             | 21,1             | 18,9             | 11,1             | 8,9              | 32,8             |
| Середній максимум, °C   | −5,2             | −3,6             | −1,4             | 4,0              | 10,3             | 15,0             | 16,9             | 16,1             | 12,3             | 4,9              | −1,2             | −4,9             | 5,3              |
| Середній мінімум, °C    | −12,3            | −11,3            | −9,8             | −3,9             | 1,8              | 6,2              | 9,1              | 8,9              | 5,4              | −1,5             | −7,6             | −11,9            | −2,2             |
| Абсолютний мінімум, °C  | −43,9            | −43,3            | −34,4            | −26,7            | −15,6            | −1,1             | 1,1              | −0,6             | −6,1             | −20              | −28,9            | −35              | −43,9            |
| Норма опадів, мм        | 33               | 29               | 28               | 27               | 30               | 39               | 69               | 117              | 112              | 78               | 51               | 39               | 649              |
| Днів з опадами          | 9                | 10               | 8                | 8                | 9                | 10               | 13               | 16               | 16               | 13               | 11               | 10               | 133,0            |
| ----------------------- | ---------------- | ---------------- | ---------------- | ---------------- | ---------------- | ---------------- | ---------------- | ---------------- | ---------------- | ---------------- | ---------------- | ---------------- | ---------------- |
| Джерело:                |                  |                  |                  |                  |                  |                  |                  |                  |                  |                  |                  |                  |                  |

## Демографія
Згідно з переписом 2010 року, у переписній місцевості мешкало 109 осіб у 39 домогосподарствах у складі 28 родин. Густота населення становила 1 особа/км².  Було 58 помешкань (1/км²).
Расовий склад населення:
| - 54,1 % — корінних американців - 33,0 % — білих |

До двох чи більше рас належало 12,8 %. Частка іспаномовних становила 3,7 % від усіх жителів.
За віковим діапазоном населення розподілялося таким чином: 30,3 % — особи молодші 18 років, 62,4 % — особи у віці 18—64 років, 7,3 % — особи у віці 65 років та старші. Медіана віку мешканця становила 29,9 року. На 100 осіб жіночої статі у переписній місцевості припадало 87,9 чоловіків;  на 100 жінок у віці від 18 років та старших — 117,1 чоловіків також старших 18 років.
Середній дохід на одне домашнє господарство  становив 97 807 доларів США (медіана — 68 750), а середній дохід на одну сім'ю — 68 394 долари (медіана — 61 250). За межею бідності перебувало 15,8 % осіб, у тому числі 38,9 % дітей у віці до 18 років та 16,7 % осіб у віці 65 років та старших.
Цивільне працевлаштоване населення становило 37 осіб. Основні галузі зайнятості: публічна адміністрація — 16,2 %, будівництво — 16,2 %, сільське господарство, лісництво, риболовля — 16,2 %.